# Aphelandra arisema
Aphelandra arisema är en akantusväxtart som beskrevs av Emery Clarence Leonard. Aphelandra arisema ingår i släktet Aphelandra och familjen akantusväxter. Inga underarter finns listade i Catalogue of Life.